# Боллендорф
Боллендорф (нем. Bollendorf) — община в Германии, в земле Рейнланд-Пфальц. 
Входит в состав района Айфель-Битбург-Прюм. Подчиняется управлению Иррель.  Население составляет 1634 человека (на 31 декабря 2010 года). Занимает площадь 13,15 км².